# Goylardagh
Goylardagh est un village de la région de Şamaxı en Azerbaïdjan.

## Géographie
Le village de Goylardagh de la région de Şamaxı est situé dans la circonscription administrative du village de Tchol Goylar.

## Économie
La principale occupation de la population du village est l'agriculture, la céréaliculture , la viticulture et l'élevage.

## Population
Selon les statistiques de 1981, la population du village est de 4592 personnes.

## Culture
Il y a une école primaire, une école secondaire, une bibliothèque, un centre médical, un cinéma, tombeau de Cheikh Tair dans le village.